# كلوز بيرغ
كلوز بيرغ (بالدنماركية: Claus Berg)‏ هو نحات دنماركي، ولد في 1475 في لوبيك في ألمانيا، وتوفي في 1535 في غوسترو في ألمانيا.